# Florentyn Asensio Barroso
Florentyn Asensio Barroso, właśc. Florentino Asensio Barroso (ur. 16 października 1877 w Villasexmir w Valladolid, zm. 9 sierpnia 1936 w Barbastro) – hiszpański teolog, biskup Barbastro (1936), męczennik chrześcijański i błogosławiony Kościoła rzymskokatolickiego, jedna z pierwszych ofiar antykatolickich prześladowań.
Wstąpił do seminarium duchownego w Valladolid, po czym został wyświęcony na kapłana w dniu 1 czerwca 1901 roku. Pierwszym miejscem posługi do którego został skierowany była wiejska parafia. Sekretarzował następnie biskupowi Valladolid jednocześnie doktoryzując się na tamtejszym wydziale teologii Uniwersytetu Papieskiego i pełniąc obowiązki proboszcza miejscowej katedry. Pracował wykładając metafizykę do 1935 r., kiedy papież Pius XI powołał go na stanowisko administratora apostolskiego w Barbastro. 26 stycznia 1936 r. otrzymał sakrę, natomiast uroczyste objęcie stanowiska odbyło się w marcu.
Florentyn Asensio Barroso jako kaznodzieja z mocą w jasny i prosty sposób przekazywał swoją pobożność i kult, którym darzył Serce Jezusa i Eucharystię. Realizując apostolat był spowiednikiem w seminarium, wspólnotach zakonnych i kapelanem Stowarzyszenia Pracownic Katolickich. Mimo destrukcyjnych działań podejmowanych przez władze republikańskie zreformował podległą mu kurię i umocnił na terenie diecezji działalność Stowarzyszenia Nauki Chrześcijańskiej, a wiernych wzywał do jedności (BT 1 Kor 12,27).
Został aresztowany 20 lipca 1936 w czasie krwawych prześladowań Kościoła katolickiego okresu wojny domowej w Hiszpanii i 1 sierpnia 1936 przeniesiono go do pojedynczej celi. Był przesłuchiwany i torturowany. 8 sierpnia trybunał ludowy wydał wyrok śmierci. Następnego dnia wywieziono go wraz z innymi więźniami ciężarówką na cmentarz gdzie zostali rozstrzelani, a następnie ciała wrzucono do masowego grobu.
Florentyn Barosso został beatyfikowany przez papieża Jana Pawła II 4 maja 1997 roku razem z Zefirynem Giménezem Malla, Kajetanem Catanoso, Henrykiem Rebuschini i Marią Guyart-Martin na Placu Świętego Piotra.
Wspomnienie liturgiczne obchodzone jest w Kościele katolickim w dies natalis (9 sierpnia).